# 대한민국 치킨대전
《대한민국 치킨대전》은 2021년 11월 5일부터 2022년 1월 21일까지 SBS FiL과 MBN에서 방송된 치킨 요리 대결 예능 프로그램이다.

## 프로그램 소개
한국인의 소울푸드, 치킨! 대한민국 치킨 전쟁의 종결자, 중원의 숨겨진 고수를 찾습니다! 치킨에 진심이라면 누구나 도전 가능! 대한민국 치킨 역사를 새로 쓸 대국민 치킨 요리 서바이벌! K-치킨 세계화 대국민 프로젝트, 대한민국 치킨 대전이 시작된다.

## 출연진
- 진행 : 김성주, 김준현
- 출연 : 영탁, 정성호, 이채영, 박슬기, 이연복, 정호영, 송훈, 김풍, 승우아빠, 히밥, 장지수

## 편성 시간
- SBS FiL : 매주 금요일 밤 11시 방송[1]
- SBS MTV : 매주 토요일 오후 1시 방송

## 제작진
- 기획 : 이상수
- 책임프로듀서 : 김지선
- 프로듀서 : 박영은
- 연출 : 옥근태, 최성원, 강신영, 최준석, 김세희, 이혜주, 표미선, 박재인, 손민우, 서동현
- 작가 : 박성주, 김현진, 김경남, 장영미, 정은지, 진송희, 정다정, 박성진, 민규린

## 제작 지원
- 치킨플러스
- CJ제일제당 크레잇
- 칠성사이다 제로

## 같이 보기
- 닭튀김 (관련 문서 : 양념치킨, 프라이드 치킨, 오리지널 치킨 등)
- SBS F!L